# Населення Вірменії
Населення Вірменії. Чисельність населення країни 2015 року становила 3,056 млн осіб (136-те місце у світі). Чисельність вірменів стабільно зменшується, народжуваність 2015 року становила 13,61 ‰ (145-те місце у світі), смертність — 9,34 ‰ (61-ше місце у світі), природний приріст — −0,15 % (211-те місце у світі) . 

## Історія
За переписом 1926 року населення Вірменії становило 878,9 тис. осіб і до 1989 року зросло у 3,75 раза, до 3304,8 тис. осіб. З 1990-х років чисельність населення скорочується через високі темпи міграційного відтоку. За 1989–2011 роки чисельність населення скоротилася на 286 тис. (8,7 %), природний приріст за цей період становив 494 тис. осіб, а міграційне скорочення — близько 780 тис. осіб.
Динаміка чисельності населення областей Вірменії за даними переписів
| Область    | 1959      | 1970      | 1979      | 1989      | 2001      | 2011      |
| ---------- | --------- | --------- | --------- | --------- | --------- | --------- |
| Єреван     | 517 738   | 775 028   | 1032 788  | 1218 490  | 1103 488  | 1060 138  |
| Араґацотн  | 96 527    | 120 903   | 122 466   | 141 611   | 138 301   | 132 925   |
| Арарат     | 100 253   | 177 420   | 209 576   | 266 527   | 272 016   | 260 367   |
| Армавір    | 124 770   | 175 749   | 212 276   | 291 647   | 276 233   | 265 770   |
| Ґегаркунік | 161 872   | 209 275   | 235 688   | 230 548   | 237 650   | 235 075   |
| Лорі       | 219 506   | 299 146   | 339 933   | 229 459   | 286 408   | 235 537   |
| Котайк     | 67 478    | 131 343   | 214 521   | 301 737   | 272 469   | 254 397   |
| Ширак      | 218 736   | 289 821   | 332 508   | 261 217   | 283 389   | 251 941   |
| Сюнік      | 117 385   | 137 194   | 140 714   | 141 501   | 152 684   | 141 771   |
| Вайоц-Дзор | 39 659    | 52 726    | 56 906    | 60 357    | 55 997    | 52 324    |
| Тавуш      | 99 124    | 123 268   | 133 371   | 144 583   | 134 376   | 128 609   |
| Вірменія   | 1 763 048 | 2 491 873 | 3 030 747 | 3 287 677 | 3 213 011 | 3 018 854 |

## Природний рух

### Відтворення
Народжуваність у Вірменії, станом на 2015 рік, дорівнює 13,61 ‰ (145-те місце у світі). Коефіцієнт потенційної народжуваності 2015 року становив 1,64 дитини на одну жінку (177-ме місце у світі). Рівень застосування контрацепції 54,9 % (станом на 2010 рік). Середній вік матері при народженні першої дитини становив 23,5 року (оцінка на 2011 рік).
Смертність у Вірменії 2015 року становила 9,34 ‰ (61-ше місце у світі).
Природний приріст населення в країні 2015 року був негативним і становив -0,15 % (депопуляція) (211-те місце у світі).
Природний рух населення Вірменії
| Рік  | Чисельність населення (тис. осіб) | Живих народжень | Смертей | Природний приріст | Народжуваність (‰) | Смертність (‰) | Природний приріст (‰) | Фертильність |
| ---- | --------------------------------- | --------------- | ------- | ----------------- | ------------------ | -------------- | --------------------- | ------------ |
| 1950 | 1 354                             | 43 414          | 11 525  | 31 889            | 32,1               | 8,5            | 23,6                  |              |
| 1951 | 1 378                             | 49 790          | 12 482  | 37 308            | 36,1               | 9,1            | 27,1                  |              |
| 1952 | 1 415                             | 53,845          | 12 916  | 40 929            | 38,1               | 9,1            | 28,9                  |              |
| 1953 | 1 454                             | 51 025          | 14 007  | 37 018            | 35,1               | 9,6            | 25,5                  |              |
| 1954 | 1 504                             | 57 995          | 12 301  | 45 900            | 38,6               | 8,2            | 30,4                  |              |
| 1955 | 1 564                             | 59 477          | 13 763  | 45 714            | 38,0               | 8,8            | 29,2                  |              |
| 1956 | 1 616                             | 62 119          | 12 286  | 50 000            | 38,5               | 7,6            | 30,8                  |              |
| 1957 | 1 671                             | 66 862          | 14 101  | 52 761            | 40,0               | 8,4            | 31,6                  |              |
| 1958 | 1 732                             | 71 213          | 14 089  | 57 124            | 41,1               | 8,1            | 33,0                  |              |
| 1959 | 1 796                             | 72 211          | 13 968  | 58 243            | 40,2               | 7,8            | 32,4                  |              |
| 1960 | 1 867                             | 74 825          | 12 675  | 62 150            | 40,1               | 6,8            | 33,3                  | 4,63         |
| 1961 | 1 942                             | 72 377          | 12 496  | 59 881            | 37,3               | 6,4            | 30,8                  | 4,27         |
| 1962 | 2 005                             | 69 505          | 13 297  | 56 208            | 34,7               | 6,6            | 28,0                  | 4,17         |
| 1963 | 2 064                             | 67 382          | 12 046  | 55 336            | 32,6               | 5,8            | 26,8                  | 4,11         |
| 1964 | 2 133                             | 64 454          | 12 415  | 52 039            | 30,2               | 5,8            | 24,4                  | 3,98         |
| 1965 | 2 205                             | 62 969          | 12 582  | 50 387            | 28,6               | 5,7            | 22,9                  | 3,91         |
| 1966 | 2 273                             | 61 594          | 12 445  | 49 149            | 27,1               | 5,5            | 21,6                  | 3,69         |
| 1967 | 2 337                             | 57 031          | 12 622  | 44 409            | 24,4               | 5,4            | 19,0                  | 3,55         |
| 1968 | 2 401                             | 57 503          | 12 231  | 45 272            | 23,9               | 5,1            | 18,9                  | 3,46         |
| 1969 | 2 462                             | 56 203          | 12 782  | 43 421            | 22,8               | 5,2            | 17,6                  | 3,20         |
| 1970 | 2 518                             | 55 694          | 12 844  | 42 850            | 22,1               | 5,1            | 17,0                  | 3,17         |
| 1971 | 2 580                             | 58 188          | 12 518  | 45 670            | 22,6               | 4,9            | 17,7                  | 3,18         |
| 1972 | 2 644                             | 59 313          | 13 730  | 45 583            | 22,4               | 5,2            | 17,2                  | 3,07         |
| 1973 | 2 708                             | 59 593          | 14 102  | 45 491            | 22,0               | 5,2            | 16,8                  | 2,92         |
| 1974 | 2 770                             | 60 419          | 14 276  | 46 143            | 21,8               | 5,2            | 16,7                  | 2,82         |
| 1975 | 2 826                             | 62 866          | 15 498  | 47 368            | 22,2               | 5,5            | 16,8                  | 2,79         |
| 1976 | 2 883                             | 65 065          | 15 688  | 49 377            | 22,6               | 5,4            | 17,1                  | 2,72         |
| 1977 | 2 943                             | 65 830          | 15 813  | 50 017            | 22,4               | 5,4            | 17,0                  | 2,61         |
| 1978 | 3 001                             | 66 698          | 16 465  | 50 233            | 22,2               | 5,5            | 16,7                  | 2,46         |
| 1979 | 3 051                             | 69 786          | 17 125  | 52 661            | 22,9               | 5,6            | 17,3                  | 2,38         |
| 1980 | 3 096                             | 70 324          | 17 124  | 53 200            | 22,7               | 5,5            | 17,2                  | 2,33         |
| 1981 | 3 144                             | 73 682          | 16 659  | 57 023            | 23,4               | 5,3            | 18,1                  | 2,31         |
| 1982 | 3 194                             | 74 225          | 17 469  | 56 756            | 23,2               | 5,5            | 17,8                  | 2,26         |
| 1983 | 3 243                             | 76 436          | 18 369  | 58 067            | 23,6               | 5,7            | 17,9                  | 2,35         |
| 1984 | 3 292                             | 79 767          | 19 043  | 60 724            | 24,2               | 5,8            | 18,4                  | 2,44         |
| 1985 | 3 339                             | 80 306          | 19 581  | 60 725            | 24,1               | 5,9            | 18,2                  | 2,56         |
| 1986 | 3 387                             | 81 192          | 19 410  | 61 782            | 24,0               | 5,7            | 18,2                  | 2,58         |
| 1987 | 3 435                             | 78 492          | 19 727  | 58 765            | 22,9               | 5,7            | 17,1                  | 2,55         |
| 1988 | 3 453                             | 74 707          | 35 5672 | 39 140            | 21,6               | 10,3           | 11,3                  | 2,49         |
| 1989 | 3 482                             | 75 250          | 20 853  | 54 397            | 21,6               | 6,0            | 15,6                  | 2,61         |
| 1990 | 3 545                             | 79 882          | 21 993  | 57 889            | 22,5               | 6,2            | 16,3                  | 2,63         |
| 1991 | 3 604                             | 77 825          | 23 425  | 54 400            | 21,6               | 6,5            | 15,1                  | 2,60         |
| 1992 | 3 549                             | 70 581          | 25 824  | 44 757            | 19,9               | 7,3            | 12,6                  | 2,44         |
| 1993 | 3 410                             | 59 041          | 27 500  | 31 541            | 17,3               | 8,1            | 9,2                   | 2,14         |
| 1994 | 3 309                             | 51 143          | 24 648  | 26 495            | 15,5               | 7,4            | 8,0                   | 1,878        |
| 1995 | 3 255                             | 48 960          | 24 842  | 24 118            | 15,0               | 7,6            | 7,4                   | 1,842        |
| 1996 | 3 247                             | 48 134          | 24 936  | 23 198            | 14,8               | 7,7            | 7,1                   | 1,834        |
| 1997 | 3 242                             | 43 929          | 23 985  | 19 944            | 13,5               | 7,4            | 6,2                   | 1,680        |
| 1998 | 3 235                             | 39 366          | 23 210  | 16 156            | 12,2               | 7,2            | 5,0                   | 1,509        |
| 1999 | 3 230                             | 36 502          | 24 087  | 12 415            | 11,3               | 7,5            | 3,8                   | 1,388        |
| 2000 | 3 221                             | 34 276          | 24 025  | 10 251            | 10,6               | 7,5            | 3,2                   | 1,305        |
| 2001 | 3 214                             | 32 065          | 24 003  | 8 062             | 10,0               | 7,5            | 2,5                   | 1,239        |
| 2002 | 3 205                             | 32 229          | 25 554  | 6 675             | 10,1               | 8,0            | 2,1                   | 1,207        |
| 2003 | 3 188                             | 35 793          | 26 014  | 9 779             | 11,2               | 8,2            | 3,1                   | 1,349        |
| 2004 | 3 172                             | 37 520          | 25 679  | 11 841            | 11,8               | 8,1            | 3,7                   | 1,383        |
| 2005 | 3 155                             | 37 499          | 26 379  | 11 120            | 11,9               | 8,4            | 3,5                   | 1,366        |
| 2006 | 3 139                             | 37 639          | 27 202  | 10 437            | 12,0               | 8,7            | 3,3                   | 1,348        |
| 2007 | 3 122                             | 40 105          | 26 830  | 13 275            | 12,8               | 8,6            | 4,3                   | 1,417        |
| 2008 | 3 106                             | 41 185          | 27 412  | 13 773            | 13,3               | 8,8            | 4,4                   | 1,444        |
| 2009 | 3 089                             | 44 466          | 27 528  | 16 938            | 14,4               | 8,9            | 5,5                   | 1,551        |
| 2010 | 3 073                             | 44 825          | 27 921  | 16 904            | 14,6               | 9,1            | 5,5                   | 1,556        |
| 2011 | 3 056                             | 43 340          | 27 963  | 15 377            | 14,2               | 9,1            | 5,0                   | 1,499        |
| 2012 | 3 037                             | 42 480          | 27 599  | 14 881            | 14,0               | 9,1            | 4,9                   | 1,58         |
| 2013 | 3 022                             | 41 770          | 27 165  | 14 605            | 13,8               | 9,0            | 4,8                   | 1,57         |
| 2014 | 3 014                             | 43 183          | 27 196  | 15 987            | 14,3               | 9,0            | 5,3                   | 1,7          |
| 2015 | 3 007                             | 41 815          | 27 835  | 13 980            | 13,9               | 9,3            | 4,6                   | 1,6          |

### Вікова структура

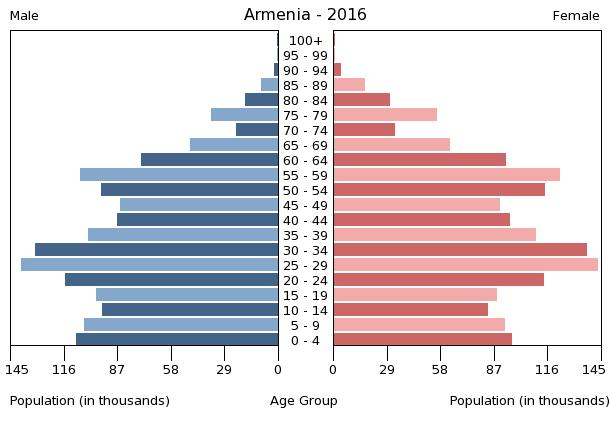
Віково-статева піраміда населення Вірменії, 2016 рік

Середній вік населення Вірменії становить 34,6 року (80-те місце у світі): для чоловіків — 32,8, для жінок — 36,5 року. Очікувана середня тривалість життя 2015 року становила 74,37 року (121-ше місце у світі), для чоловіків — 71,13 року, для жінок — 78,03 року.
Вікова структура населення Вірменії, станом на 2015 рік, має такий вигляд:
- діти віком до 14 років — 19,05 % (310 893 чоловіки, 271 479 жінок);
- молодь віком 15—24 роки — 14,42 % (225 029 чоловіків, 215 700 жінок);
- дорослі віком 25—54 роки — 43,47 % (638 983 чоловіки, 689 519 жінок);
- особи передпохилого віку (55—64 роки) — 12,35 % (171 584 чоловіки, 205 751 жінка);
- особи похилого віку (65 років і старіші) — 10,71 % (130 804 чоловіки, 196 640 жінок)[1].

### Шлюбність— розлучуваність
Коефіцієнт шлюбності, тобто кількість шлюбів на 1 тис. осіб за календарний рік, дорівнює 6,0; коефіцієнт розлучуваності — 1,0; індекс розлучуваності, тобто відношення шлюбів до розлучень за календарний рік — 17 (дані за 2011 рік). Середній вік, коли чоловіки беруть перший шлюб, дорівнює 28,4 року, жінки — 24,6 року, загалом — 26,5 року (дані за 2010 рік).

## Розселення
Густота населення країни 2015 року становила 106 осіб/км² (105-те місце у світі). Більшість населення концентрується в північній половини країни; столиця слугує значним центром тяжіння, її населення в тричі більше за населення другого найбільшого міста.

### Урбанізація
Вірменія високоурбанізована країна. Рівень урбанізованості становить 62,7 % населення країни (станом на 2015 рік), зокрема у столиці — 35,1 % населення; темпи зменшення частки міського населення — 0,11 % (оцінка тренду за 2010—2015 роки).
Головні міста держави: Єреван (столиця) — 1,044 млн осіб (дані за 2015 рік). Інші великі міста згідно з переписом 2011 року: Ґюмрі — 121,97 тис. мешканців; Ванадзор — 86,2 тис. мешканців; Вагаршапат — 46,5 тис. мешканців; Абовян — 43,5 тис. мешканців; Капан — 43 тис. мешканців; Раздан — 41,87 тис. мешканців; Армавір — 29 тис. мешканців; Арташат — 22 тис. мешканців; Іджеван — 21 тис. мешканців.

### Міграції
Річний рівень еміграції 2015 року становив 5,8 ‰ (196-те місце у світі). Цей показник не враховує різниці між законними і незаконними мігрантами, між біженцями, трудовими мігрантами та іншими.

#### Біженці й вимушені переселенці
Станом на 2015 рік, у країні постійно перебуває 16,6 тис. біженців з Сирії, етнічних вірменів, 8,4 тис. біженців з Нагорного Карабаху (Азербайджан).
У країні перебуває 311 осіб без громадянства.
Вірменія є членом Міжнародної організації з міграції (IOM).

## Етнічний склад
| Етнічний склад (2012 рік) | Етнічний склад (2012 рік) | Етнічний склад (2012 рік) | Етнічний склад (2012 рік) | Етнічний склад (2012 рік) |
| ------------------------- | ------------------------- | ------------------------- | ------------------------- | ------------------------- |
| Етнос:                    |                           |                           | Відсоток:                 |                           |
| вірмени                   | вірмени                   |                           | 98.1%                     | 98.1%                     |
| єзиди                     | єзиди                     |                           | 1.1%                      | 1.1%                      |
| інші                      | інші                      |                           | 0.7%                      | 0.7%                      |

Головні етноси країни: вірмени — 98,1 %, єзиди — 1,1 %, інші — 0,7 % населення (оціночні дані за 2011 рік).
Національний склад населення областей за переписом 2011 року (%)
|            | Населення | Вірмени | Єзиди | Росіяни | Ассирійці | Курди | Інші |
| ---------- | --------- | ------- | ----- | ------- | --------- | ----- | ---- |
| Єреван     | 1 060 138 | 98,9    | 0,3   | 0,5     |           |       | 0,2  |
| Араґацотн  | 132 925   | 94,5    | 4,1   | 0,1     |           | 1,2   | 0,1  |
| Арарат     | 260 367   | 97,2    | 1,9   | 0,2     | 0,6       |       | 0,1  |
| Армавір    | 265 770   | 93,3    | 6,4   | 0,2     | 0,1       | 0,1   | 0,1  |
| Ґегаркунік | 235 075   | 99,7    |       | 0,1     |           |       |      |
| Лорі       | 235 537   | 98,1    | 0,3   | 1,3     |           |       | 0,3  |
| Котайк     | 254 397   | 98,1    | 1,3   | 0,2     | 0,3       |       | 0,1  |
| Ширак      | 251 941   | 99,1    | 0,3   | 0,4     |           |       | 0,1  |
| Сюнік      | 141 771   | 99,7    |       | 0,2     |           |       | 0,1  |
| Вайоц-Дзор | 52 324    | 99,7    |       | 0,1     |           |       | 0,1  |
| Тавуш      | 128 609   | 99,5    |       | 0,3     |           |       | 0,1  |
| Загалом    | 3 018 854 | 98,1    | 1,2   | 0,4     | 0,1       | 0,1   | 0,2  |

Динаміка змін національного складу Вірменії за переписами
| Народ         | 1926        | 1926    | 1939        | 1939      | 1959        | 1959      | 1970        | 1970      | 1979        | 1979      | 1989        | 1989      | 2001        | 2001      | 2011        | 2011      |
| Народ         | Чисельність | %       | Чисельність | %         | Чисельність | %         | Чисельність | %         | Чисельність | %         | Чисельність | %         | Чисельність | %         | Чисельність | %         |
| ------------- | ----------- | ------- | ----------- | --------- | ----------- | --------- | ----------- | --------- | ----------- | --------- | ----------- | --------- | ----------- | --------- | ----------- | --------- |
| Вірмени       | 743 571     | 84,5    | 1 061 997   | 82,8      | 1 551 610   | 88,0      | 2 208 327   | 88,6      | 2 724 975   | 89,7      | 3 083 616   | 93,3      | 3 145 354   | 97,9      | 2 961 514   | 98,1      |
| Єзиди         | 12 237      | 1,4     | 20 481      | 1,6       | 25 627      | 1,5       | 37 486      | 1,5       | 50 822      | 1,7       | 56 127      | 1,7       | 40 620      | 1,3       | 35 272      | 1,2       |
| Курди         | 2 973       | 0,3     | 20 481      | 1,6       | 25 627      | 1,5       | 37 486      | 1,5       | 50 822      | 1,7       | 56 127      | 1,7       | 1 519       | 0,0       | 2 131       | 0,1       |
| Росіяни       | 19 548      | 2,2     | 51 464      | 4,0       | 56 464      | 3,2       | 66 108      | 2,7       | 70 336      | 2,3       | 51 555      | 1,6       | 14 660      | 0,5       | 11 862      | 0,4       |
| Ассирійці     | 2 215       | 0,3     | 3 280       | 0,3       | 4 326       | 0,2       | 5 544       | 0,2       | 6 183       | 0,2       | 5 963       | 0,2       | 3 409       | 0,1       | 2 769       | 0,1       |
| Українці      | 2 286       | 0,3     | 5 496       | 0,4       | 5 593       | 0,3       | 8 390       | 0,3       | 8 900       | 0,3       | 8 341       | 0,3       | 1 633       | 0,1       | 1 176       | 0,0       |
| Греки         | 2 980       | 0,3     | 4 181       | 0,3       | 4 976       | 0,3       | 5 690       | 0,2       | 5 653       | 0,2       | 4 650       | 0,1       | 1 176       | 0,0       | 900         | 0,0       |
| Грузини       | 274         | 0,0     | 652         | 0,1       | 816         | 0,0       | 1 439       | 0,1       | 1 314       | 0,0       | 1 364       | 0,0       |             |           | 974         | 0,0       |
| Азербайджанці | 76 870      | 8,7     | 130 896     | 10,2      | 107 748     | 6,1       | 148 189     | 5,9       | 160 841     | 5,3       | 84 860      | 2,6       |             |           |             |           |
| Євреї         | 335         | 0,0     | 512         | 0,0       | 1 024       | 0,1       | 1 047       | 0,0       | 959         | 0,0       | 720         | 0,0       |             |           |             |           |
| Інші          | 18 001      | 2,0     | 3 379       | 0,3       | 4 864       | 0,3       | 9 653       | 0,4       | 7 276       | 0,2       | 7 580       | 0,2       | 4 640       | 0,1       | 2 256       | 0,1       |
| Всього        | 880 464     | 880 464 | 1 282 338   | 1 282 338 | 1 763 048   | 1 763 048 | 2 491 873   | 2 491 873 | 3 037 259   | 3 037 259 | 3 304 776   | 3 304 776 | 3 213 011   | 3 213 011 | 3 018 854   | 3 018 854 |

## Мови
| Мови Вірменії (2011 рік) | Мови Вірменії (2011 рік) | Мови Вірменії (2011 рік) | Мови Вірменії (2011 рік) | Мови Вірменії (2011 рік) |
| ------------------------ | ------------------------ | ------------------------ | ------------------------ | ------------------------ |
| Мова:                    |                          |                          | Відсоток:                |                          |
| вірменська               | вірменська               |                          | 97.9%                    | 97.9%                    |
| курдська                 | курдська                 |                          | 1%                       | 1%                       |
| інші                     | інші                     |                          | 1%                       | 1%                       |

Офіційна мова: вірменська — розмовляє 97,9 % населення країни. Інші поширені мови: курдська — 1 % (на ній говорять єзиди), інші мови — 1 % (дані 2011 року). Вірменія, як член Ради Європи, 11 травня 2001 року підписала і ратифікувала 25 січня 2002 року Європейську хартію регіональних мов (набрала чинності 1 травня 2002 року). Регіональними мовами визнані: ассирійська, російська, грецька і курдська (мова місцевої етнічної групи єзидів).

## Релігії
| Релігії у Вірменії (2011 рік) | Релігії у Вірменії (2011 рік) | Релігії у Вірменії (2011 рік) | Релігії у Вірменії (2011 рік) | Релігії у Вірменії (2011 рік) |
| ----------------------------- | ----------------------------- | ----------------------------- | ----------------------------- | ----------------------------- |
| Віросповідання:               |                               |                               | Відсоток:                     |                               |
| православні                   | православні                   |                               | 92.6%                         | 92.6%                         |
| євангелісти                   | євангелісти                   |                               | 2%                            | 2%                            |
| інші                          | інші                          |                               | 2.4%                          | 2.4%                          |
| атеїсти                       | атеїсти                       |                               | 1.1%                          | 1.1%                          |
| агностики                     | агностики                     |                               | 2.9%                          | 2.9%                          |

Головні релігії й вірування, які сповідує, і конфесії та церковні організації, до яких відносить себе населення країни. За переписом 2011 року про свою приналежність до Вірменської Апостольської церкви заявили 2,79 млн осіб (92,6 %), до євангельських протестантів — 29,28 тис. осіб (1,0 %), до єзидизму — 25,2 тис. осіб (0,8 %), до католицизму (зокрема і вірменського) — 13,84 тис. осіб (0,5 %), до свідків Єгови — 8,7 тис. осіб (0,3 %), до православ'я — 7,5 тис. осіб (0,2 %), до інших релігій віднесли себе 16,19 тис. осіб (0,5 %). Нерелігійними назвали себе 34,37 тис. осіб (1,1 % населення), ще 87,2 тис. осіб (2,9 % населення) не відповіли на питання про релігію.
Релігійний склад областей Вірменії за переписом 2011 року (%)
| Область    | Населення | Вірменська апостольська | Євангельські протестанти | Єзиди | Католицизм | Свідки Єгови | Православ'я | Язичництво | Молокани | Інші |
| ---------- | --------- | ----------------------- | ------------------------ | ----- | ---------- | ------------ | ----------- | ---------- | -------- | ---- |
| Єреван     | 1 060 138 | 95,0                    | 0,6                      | 0,2   | 0,1        | 0,3          | 0,3         | 0,1        | 0,1      | 0,2  |
| Араґацотн  | 132 925   | 90,2                    | 0,8                      | 4,0   |            | 0,2          | 0,1         | 1,0        |          | 0,2  |
| Арарат     | 260 367   | 91,9                    | 1,3                      | 1,2   | 0,1        | 0,3          | 0,3         | 0,2        |          | 0,6  |
| Армавір    | 265 770   | 90,0                    | 1,3                      | 4,5   | 0,1        | 0,3          | 0,2         | 0,9        |          | 0,5  |
| Ґегаркунік | 235 075   | 95,5                    | 1,0                      |       |            | 0,2          | 0,1         |            |          | 0,1  |
| Лорі       | 235 537   | 89,8                    | 2,2                      | 0,1   | 1,3        | 0,2          | 0,3         |            | 0,8      | 0,3  |
| Котайк     | 254 397   | 93,0                    | 1,4                      | 1,0   | 0,1        | 0,4          | 0,2         | 0,1        |          | 0,5  |
| Ширак      | 251 941   | 92,0                    | 0,3                      | 0,2   | 3,4        | 0,2          | 0,4         |            |          | 0,2  |
| Сюнік      | 141 771   | 85,8                    | 0,3                      |       | 0,1        | 0,2          | 0,1         |            |          | 0,1  |
| Вайоц-Дзор | 52 324    | 93,2                    | 1,0                      |       |            | 0,1          | 0,1         |            |          | 0,2  |
| Тавуш      | 128 609   | 90,3                    | 1,3                      |       |            | 0,2          | 0,1         |            |          | 0,3  |
| Загалом    | 3 018 854 | 92,6                    | 1,0                      | 0,8   | 0,5        | 0,3          | 0,2         | 0,2        | 0,1      | 0,3  |

## Освіта
Рівень письменності 2015 року становив 99,7 % дорослого населення (віком від 15 років): 99,7 % — серед чоловіків, 99,6 % — серед жінок.
Державні витрати на освіту становлять 2,2 % ВВП країни, станом на 2014 рік (132-ге місце у світі). Середня тривалість освіти становить 12 років, для хлопців — до 11 років, для дівчат — до 14 років (станом на 2009 рік).

## Охорона здоров'я
Забезпеченість лікарями у країні на рівні 2,7 лікаря на 1000 мешканців (станом на 2013 рік). Забезпеченість лікарняними ліжками в стаціонарах — 3,9 ліжка на 1000 мешканців (станом на 2012 рік). Загальні витрати на охорону здоров'я 2014 року становили 4,5 % ВВП країни (152-ге місце у світі).
Смертність немовлят до 1 року, станом на 2015 рік, становила 13,51 ‰ (111-те місце у світі); хлопчиків — 14,95 ‰, дівчаток — 11,88 ‰. Рівень материнської смертності 2015 року становив 25 випадків на 100 тис. народжень (123-тє місце у світі).
Вірменія входить до складу ряду міжнародних організацій: Міжнародного руху (ICRM) і Міжнародної федерації товариств Червоного Хреста і Червоного Півмісяця (IFRCS), Дитячого фонду ООН (UNISEF), Всесвітньої організації охорони здоров'я (WHO).

### Захворювання
2014 року зареєстровано 4,0 тис. хворих на СНІД (109-те місце у світі), це 0,22 % населення в репродуктивному віці 15—49 років (96-те місце у світі). Смертність 2014 року від цієї хвороби становила приблизно 200 осіб (102-ге місце у світі).
Частка дорослого населення з високим індексом маси тіла 2014 року становила 19,9 % (68-ме місце у світі); частка дітей віком до 5 років зі зниженою масою тіла становила 5,3 % (оцінка на 2010 рік). Ця статистика показує як власне стан харчування, так і наявну/гіпотетичну поширеність різних захворювань.

### Санітарія
Доступ до облаштованих джерел питної води 2015 року мало 100 % населення в містах і 100 % в сільській місцевості; загалом 100 % населення країни. Відсоток забезпеченості населення доступом до облаштованого водовідведення (каналізація, септик): у містах — 96,2 %, в сільській місцевості — 78,2 %, загалом по країні — 89,5 % (станом на 2015 рік). Споживання прісної води, станом на 2010 рік, дорівнює 2,86 км³ на рік, або 929,7 тонни на одного мешканця на рік: з яких 40 % припадає на побутові, 6 % — на промислові, 54 % — на сільськогосподарські потреби.

## Соціально-економічне становище
Співвідношення осіб, що в економічному плані залежать від інших, до осіб працездатного віку (15—64 роки) загалом становить 41,3 % (станом на 2015 рік): частка дітей — 26 %; частка осіб похилого віку — 15,3 %, або 6,5 потенційно працездатного на 1 пенсіонера. Загалом ці показники характеризують рівень потреби державної допомоги в секторах освіти, охорони здоров'я та пенсійного забезпечення, відповідно. За межею бідності 2013 року перебувало 32 % населення країни. Розподіл доходів домогосподарств у країні має такий вигляд: нижній дециль — 3,7 %, верхній дециль — 24,8 % (станом на 2012 рік).
Станом на 2016 рік, уся країна електрифікована, усе населення країни мало доступ до електромереж. Рівень проникнення інтернет-технологій високий. Станом на липень 2015 року в країні налічувалось 1,78 млн унікальних інтернет-користувачів (117-те місце у світі), що становило 58,2 % загальної кількості населення країни.

### Трудові ресурси
Загальні трудові ресурси 2015 року становили 1,508 млн осіб (131-ше місце у світі). Зайнятість економічно активного населення у господарстві країни розподіляється таким чином: аграрне, лісове і рибне господарства — 39 %; промисловість і будівництво — 17 %; сфера послуг — 44 % (станом на 2011 рік). 19,59 тис. дітей у віці від 7 до 17 років (4 % загальної кількості) 2007 року були залучені до дитячої праці. Безробіття 2014 року дорівнювало 17,8 % працездатного населення (164-те місце у світі); серед молоді у віці 15—24 років ця частка становила 36,1 %, серед юнаків — 31,8 %, серед дівчат — 41,5 % (13-те місце у світі).

## Кримінал

### Наркотики

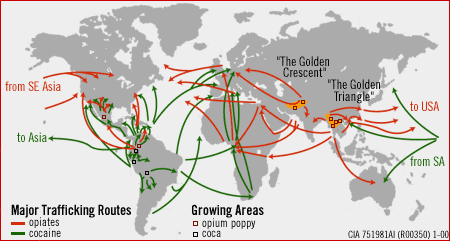
Світові маршрути наркотрафіку

У державі поширене незаконне вирощування невеликих обсягів конопель для приватного вживання. Через країну проходить невеликий наркотрафік (опіум, гашиш) з Південно-Східної Азії до Російської Федерації і меншою мірою до Європи.

### Торгівля людьми
Згідно зі щорічною доповіддю про торгівлю людьми (англ. Trafficking in Persons Report) Управління з моніторингу та боротьби з торгівлею людьми Державного департаменту США, уряд Вірменії докладає усіх можливих зусиль у боротьбі з явищем примусової праці, сексуальної експлуатації, незаконною торгівлею внутрішніми органами, законодавство відповідає усім вимогам американського закону 2000 року щодо захисту жертв (англ. Trafficking Victims Protection Act’s), держава перебуває у списку першого рівня.

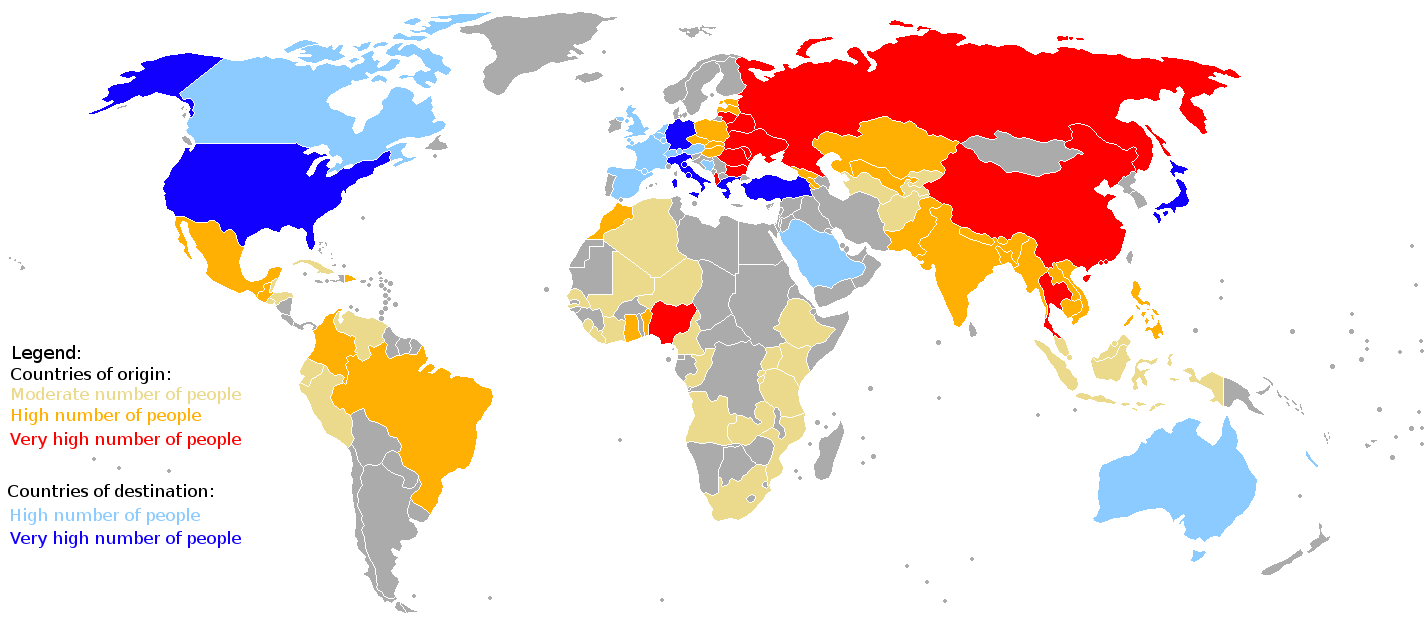
Країни-донори (червоний) і країни-реципієнти кримінальних потоків  (англ.)
Глобальна боротьба з торгівлею людьми (англ.)

## Гендерний стан
Статеве співвідношення (оцінка 2015 року):
- при народженні — 1,13 особи чоловічої статі на 1 особу жіночої;
- у віці до 14 років — 1,15 особи чоловічої статі на 1 особу жіночої;
- у віці 15—24 років — 1,04 особи чоловічої статі на 1 особу жіночої;
- у віці 25—54 років — 0,93 особи чоловічої статі на 1 особу жіночої;
- у віці 55—64 років — 0,83 особи чоловічої статі на 1 особу жіночої;
- у віці за 64 роки — 0,67 особи чоловічої статі на 1 особу жіночої;
- загалом — 0,94 особи чоловічої статі на 1 особу жіночої[1].

## Демографічні дослідження
Демографічні дослідження у країні ведуться рядом державних і наукових установ:

### Українською
- Атлас. 10—11 клас. Економічна і соціальна географія світу / упорядники :  О. Я. Скуратович, Н. І. Чанцева. — К. : ДНВП «Картографія», 2010. — ISBN 978-966-475-639-3.
- Атлас світу / голов. ред. І. С. Руденко ; зав. ред. В. В. Радченко ; відп. ред. О. В. Вакуленко. — К. : ДНВП «Картографія», 2005. — 336 с. — ISBN 9666315467.
- Безуглий В. В. Економічна і соціальна географія зарубіжних країн : Навчальний посібник. — К. : ВЦ «Академія», 2007. — 704 с. — ISBN 978-966-580-239-6.
- Безуглий В. В., Козинець С. В. Регіональна економічна і соціальна географія світу : Навчальний посібник. — видання 2-ге, доп., перероб. — К. : ВЦ «Академія», 2007. — 688 с. — ISBN 966-580-144-9.
- Головченко В. І., Кравчук О. Країнознавство: Азія, Африка, Латинська Америка, Австралія і Океанія. — К., 2006. — 335 с. — ISBN 966-8939-04-2.
- Гудзеляк І. І. Географія населення: Навчальний посібник / І. Гудзеляк. — Л. : Видавничий центр ЛНУ імені Івана Франка, 2008. — 232 с. — ISBN 978-966-613-599-8.
- Дахно І. І. Країни світу: Енциклопедичний довідник / І. І. Дахно, С. М. Тимофієв. — К. : Мапа, 2011. — 606 с. — (Бібліотека нового українця) — ISBN 978-966-8804-23-6.
- Дахно І. І. Економічна географія зарубіжних країн : навчальний посібник. — К. : Центр учбової літератури, 2014. — 319 с. — ISBN 978-611-01-0682-5.
- Джаман В. О. Регіональні системи розселення: демографічні аспекти. — Чернівці : Рута, 2003. — 392 с. — ISBN 9665685988.
- Дорошенко Л. С. Демографія: Навчальний посібник. — К. : МАУП, 2005. — 112 с. — ISBN 966-608-442-2.
- Дубович І. А. Країнознавчий словник-довідник. — 5-те вид., перероб. і доп. — К. : Знання, 2008. — 839 с. — ISBN 978-966-346-330-8.
- Економічна і соціальна географія країн світу. Навчальний посібник / За ред. Кузика С. П. — Л. : Світ, 2002. — 672 с. — ISBN 966-603-178-7.
- Загальна медична географія світу / В. О. Шевченко [та ін.] — К. : [б.в.], 1998. — 178 с.
- Ігнатьєв П. М. Країнознавство: Країни Азії. — Ч. : Книги-XXI, 2004. — 383 с. — ISBN 966-8029-53-4.
- Книш М. М., Мамчур О. І. Регіональна економічна і соціальна географія світу (Латинська Америка та Карибські країни, Африка, Азія, Океанія) : навч. посіб. — Л. : ЛНУ ім. Івана Франка, 2013. — 368 с. — ISBN 978-617-10-0007-0.
- Крисаченко В. С. Динаміка населення: Популяційні, етнічні та глобальні виміри. — К. : Видавництво Національного інституту стратегічних досліджень, 2005. — 368 с. — ISBN 966-554-083-1.
- Любіцева О. О., Мезенцев К. В., Павлов С. В. Географія релігій. — К. : АртЕК, 1999. — 504 с. — ISBN 966-505-006-0.
- Масляк П. О. Країнознавство. — К. : Знання, 2007. — 292 с. — (Вища освіта XXI століття)
- Масляк П. О., Дахно І. І. Економічна і соціальна географія світу / П. О. Масляк, І. І. Дахно ; за ред. П. О. Масляка. — К. : Вежа, 2003. — 280 с. — ISBN 966-7091-53-8.

### Російською
- (рос.) Армения // Демографический энциклопедический словарь / главн. ред. Валентей Д. И. — М. : Советская энциклопедия, 1985. — 608 с.
- (рос.) Армения // Страны и народы. Советский Союз. Республики Закавказья. Республики Средней Азии. Казахстан / Редкол. : Т. А. Жданко (отв. ред., ред.-сост.) и др. — М. : «Мысль», 1984. — 382 с. — (Страны и народы) — 180 тис. прим.
- (рос.) Атлас народов мира / Отв. ред. С. И. Брук и В. С. Апенченко. — М. : ГУГК ГГК СССР и Институт этнографии им. Н. Н. Миклухо-Маклая АН СССР, 1964. — 185 с. — 20 тис. прим.
- (рос.) Численность и расселение народов мира. Этнографические очерки / под ред. С. И. Брука. — М. : Издательство АН СССР, 1962. — 487 с.
- (рос.) Лаппо Г. М. География городов: Учебное пособие для географических факультетов вузов. — М. : Туманит, изд. центр ВЛАДОС, 1997. — 476 с. — ISBN 5-691-00047-0.
- (рос.) Ягельский А. География населения. — М. : Прогресс, 1980. — 383 с.